# Pomnik Bohaterów Armii Czerwonej w Wiedniu
Pomnik Bohaterów Armii Czerwonej w Wiedniu (niem. Heldendenkmal der Roten Armee) – pomnik na placu Schwarzenbergplatz w Wiedniu, który upamiętnia żołnierzy Armii Czerwonej poległych podczas operacji wiedeńskiej w marcu-kwietniu 1945. Monument zaprojektowali rzeźbiarz M.A. Intesarjan i architekt S.G. Jakowlew.
Odsłonięcie monumentu nastąpiło 19 sierpnia 1945 podczas uroczystości z udziałem dowództwa Armii Czerwonej, kanclerza Austrii Karla Rennera, sekretarzy stanu Ernsta Fischera i Leopolda Figla oraz burmistrza Wiednia Theodora Körnera. Sowieci przekazali pomnik Miastu po czym parada radzieckich, amerykańskich, brytyjskich i francuskich żołnierzy zakończyła uroczystość. Obecnie monument jest pod opieką władz Wiednia.
Pomnik był kilkukrotnie dewastowany.

## Opis pomnika
Pomnik u swojej podstawy posiada cokół na którym widnieje rozkaz Stalina. Powyżej na kolumnie z marmuru znajduje się 12-metrowy brązowy posąg żołnierza Armii Czerwonej w złotym hełmie i z pepeszą trzymający flagę w prawej i godło ZSRR w lewej dłoni. Przed kolumną znajduje się kamienna tablica na której po rosyjsku i niemiecku napisano: 

Pomnik ku chwale żołnierzy Armii Radzieckiej, którzy wyzwolili Austrię od nazizmu. Kwiecień 1945.

Za kolumną z posągiem znajduje się perystaza z napisem w języku rosyjskim: 

Wieczna chwała bohaterom Armii Czerwonej, którzy polegli w walce z niemieckim nazistowskim najeźdźcą o wolność i niezależność narodów Europy.

## Galeria

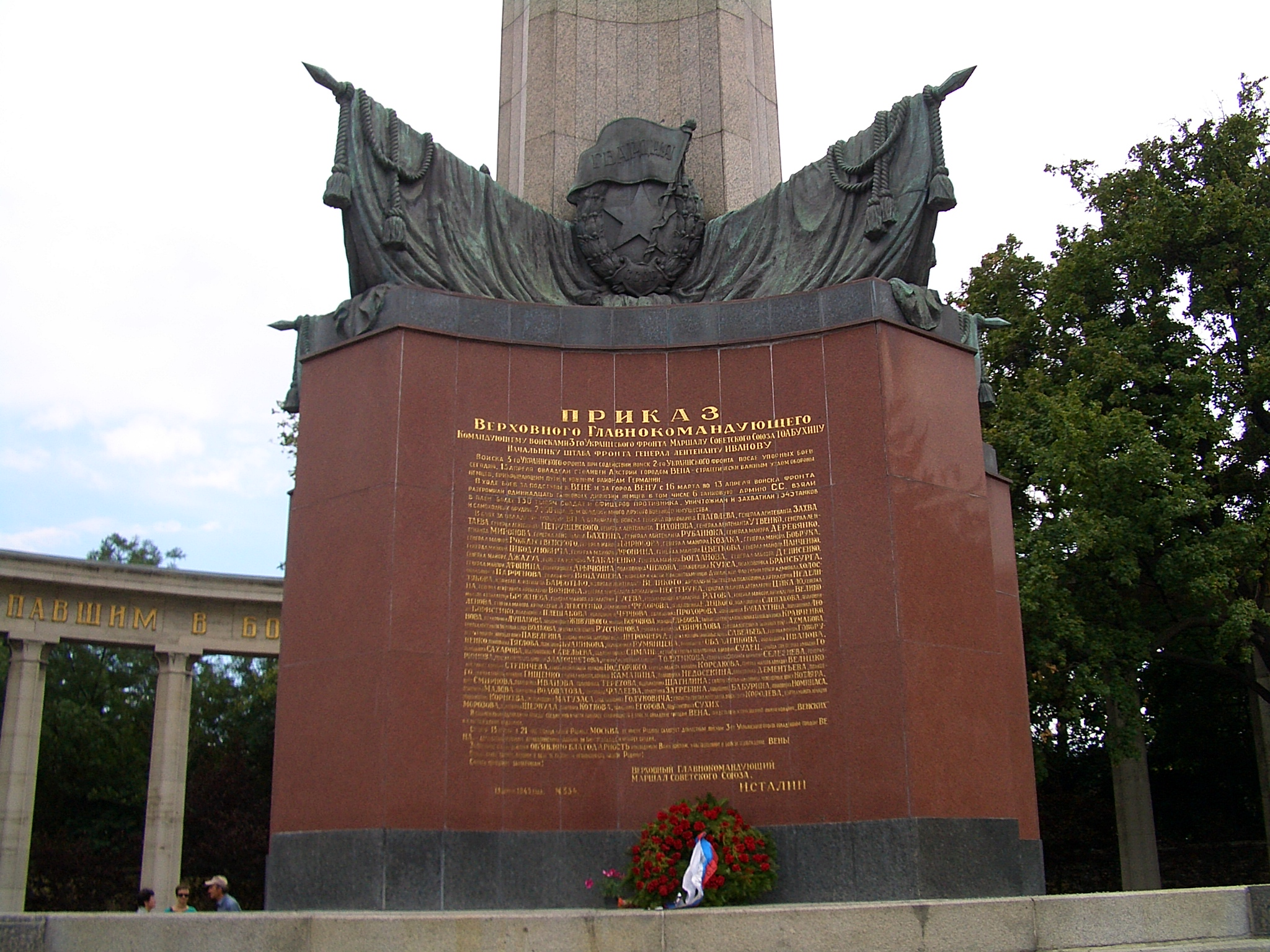
Cokół
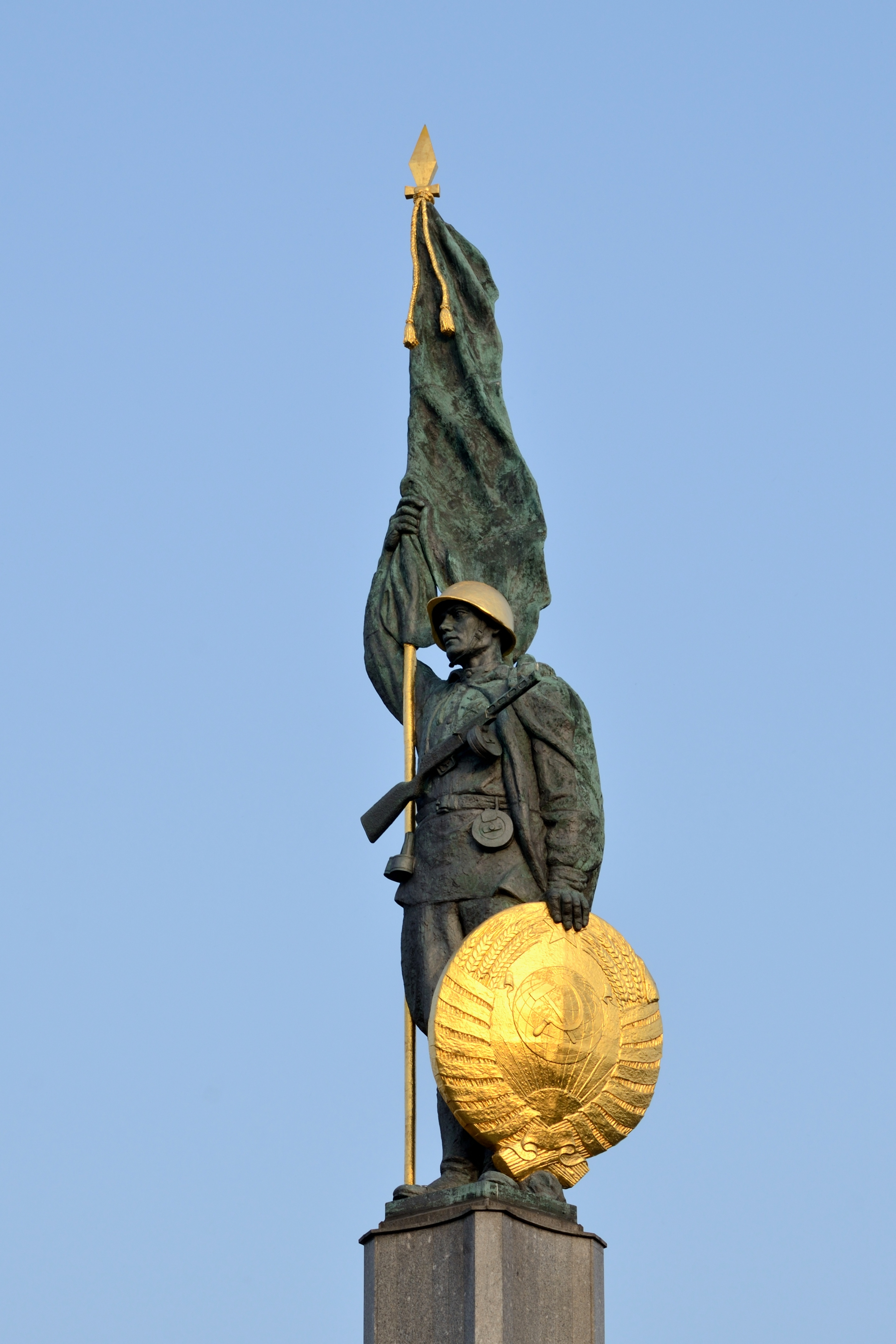
Posąg
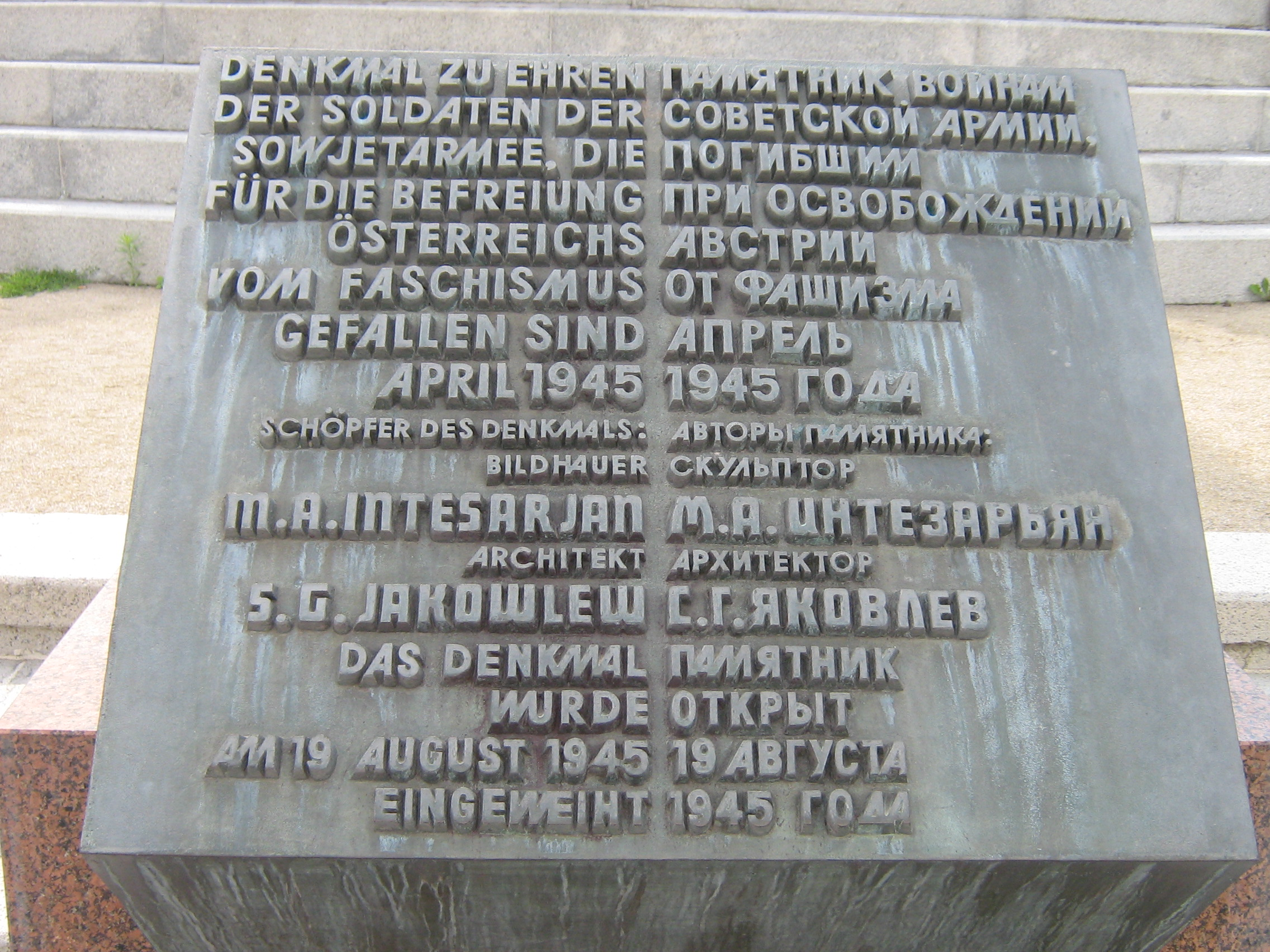
Tablica